# Iuri Filosi
Iuri Filosi, né le 17 janvier 1992 à Brescia,, est un coureur cycliste italien.

## Biographie
Iuri Filosi est originaire de Brescia, une commune située en Lombardie. Il commence à se consacrer au cyclisme à l'âge de neuf ans.
En 2010, il se classe notamment troisième d'une étape du Giro della Lunigiana chez les juniors (moins de 19 ans). En 2013, il est deuxième du Piccolo Giro di Lombardia. Il réalise ensuite sa meilleure saison en 2014 avec quatre victoires et diverses places d'honneur chez les amateurs, sous les couleurs de Colpack. La même année, il brille avec sa sélection nationale en terminant deuxième du championnats d'Europe et sixième du championnat du monde dans la catégorie espoirs (moins de 23 ans).  
Il passe finalement professionnel en 2015 au sein de l'équipe Nippo-Vini Fantini. En 2017, il s'impose sur le Grand Prix de Lugano. 

## Palmarès et classements mondiaux

### Palmarès amateur
- 2013
  - Milan-Rapallo
  - 2e du Tour de Lombardie amateurs
- 2014
  - Piccola Sanremo[6]
  - 1re et 2e étapes du Tour de la Bidassoa
  - Classement général du Giro Ciclistico Pesca e Nettarina di Romagna (it)[7]
  - 2e du Tour de la Bidassoa
  -  Médaillé d'argent du championnat d'Europe sur route espoirs
  - 3e du Mémorial Gerry Gasparotto
  - 3e de la Coppa Penna
  - 6e du championnat du monde sur route espoirs

### Palmarès professionnel
- 2017
  - Grand Prix de Lugano

### Résultats sur les grands tours

#### Tour d'Italie
1 participation
- 2016 : hors-délai (8e étape)

### Classements mondiaux
| Année           | 2013 | 2014 | 2015 | 2016 | 2017 | 2018   |
| --------------- | ---- | ---- | ---- | ---- | ---- | ------ |
| UCI Europe Tour | 446e | 132e | 677e | 516e | 114e | 1 222e |
| UCI Asia Tour   |      |      |      | 468e |      |        |